# Relations entre le Kazakhstan et l'Ukraine
Les relations entre le Kazakhstan et l'Ukraine constituent les relations étrangères entre le Kazakhstan et l'Ukraine. Avant 1918, les deux pays faisaient partie de l'Empire russe et jusqu'en 1991, ils faisaient partie de l'URSS. Les deux pays ont établi des relations diplomatiques leurs indépendances respectives, en 1991. Le Kazakhstan a une ambassade à Kiev et un consulat honoraire à Odessa. L'Ukraine a une ambassade à Astana et un consulat général à Almaty. Entre 895 000 et 2 400 000 Ukrainiens de souche vivent au Kazakhstan[réf. nécessaire]. Les deux pays sont membres à part entière de TRACECA, de l'Initiative de Bakou, du Conseil de partenariat euro-atlantique, du Partenariat pour la paix et de l'Organisation pour la sécurité et la coopération en Europe. Ils ne sont distanciés que de 468 km à leurs points les plus proches.

## Histoire
Le 14 octobre 2013, le ministre des Affaires étrangères Erlan Idrissov a rencontré le ministre ukrainien des Affaires étrangères Leonid Kojara. Les deux hommes ont discuté de la poursuite de la coopération bilatérale entre les deux nations. En outre, l'Ukraine détient le siège de l'Organisation pour la sécurité et la coopération en Europe (OSCE) et a partagé ce qu'elle peut apprendre du Kazakhstan lorsqu'elle a occupé le siège en 2010. Enfin, le ministre Kozhara a annoncé que le président ukrainien Viktor Ianoukovytch se rendrait en 2014.

### Post-Maidan et guerre russo-ukrainienne
Viktor Ianoukovytch a été renversé à la tête de l'Ukraine en 2014. Astana a maintenu ses relations malgré le changement de pouvoir.

#### Présidence Tokaïev
Le 4 décembre 2019, à la veille d'une visite d'État en Allemagne, le président kazakh Kassym-Jomart Tokaïev a accordé une interview à Deutsche Welle, dans laquelle il a suscité la polémique en Ukraine en disant qu'il ne croyait pas que l'annexion de la Crimée par la fédération de Russie était une invasion alors que affirmant également qu'il croyait en la « sagesse des dirigeants russes », s'attirant la condamnation du ministère ukrainien des Affaires étrangères. Après l'invasion russe de l'Ukraine de 2022, des dirigeants kazakhs, dont le président Tokaïev et le ministre des Affaires étrangères Mukhtar Tleuberdi, ont condamné l'invasion et refusé de reconnaître la république populaire de Donetsk et la république populaire de Louhansk. Depuis le début de la guerre, le gouvernement a participé à l'envoi d'aide humanitaire à l'Ukraine.
L'Ukraine a salué les déclarations de Tokaïev au Forum économique international de Saint-Pétersbourg, où il a déclaré que le Kazakhstan ne reconnaîtrait pas les « entités quasi-étatiques » que sont la RPD et la RPL.
Le 21 août 2022, l'ambassadeur d'Ukraine au Kazakhstan, Petro Vrublevskiy, a accordé une interview au blogueur kazakh Dias Kuzairov, dans laquelle il a commenté l'invasion russe de l'Ukraine, déclarant que « plus nous tuons de Russes maintenant, moins nos enfants devront en tuer à l'avenir. ». Peu de temps après, Vrublevskiy a été convoqué par le ministère des Affaires étrangères du Kazakhstan, qui a jugé ces propos « inappropriés pour les activités de l'ambassadeur ». Il a été démis de ses fonctions le 18 octobre 2022 par le président ukrainien Volodymyr Zelensky.

## Commerce
Le commerce bilatéral en 2012 entre les deux pays a, selon les responsables, plus que doublé par rapport à 2010 et atteint 4,4 milliards de dollars.

## Sources et références
1. ↑  (en) David Trilling, « As Kazakhstan’s Leader Asserts Independence, Did Putin Just Say, ‘Not So Fast’? » , sur eurasianet.org, 30 août 2014 (consulté le 3 août 2023).
2. ↑  « Ukraine warns Kazakhstan of demarche over president Tokayev's denial of Crimea annexation by Russia – MFA » [archive du 21 décembre 2019], unian.info (consulté le 28 décembre 2019).
3. ↑  « Kazakhstan Says It Does Not Recognize Separatist-Controlled Territories In Ukraine As Independent », Radio Free Europe, 5 avril 2022.
4. ↑  (en) Catherine Putz, « Uzbekistan, Kazakhstan Dispatches Humanitarian Aid to Ukraine » , sur thediplomat.com, 11 avril 2022 (consulté le 3 août 2023).
5. ↑  « Russia suspends shipments of Kazakh oil after Tokayev's statements at SPIEF »(Archive.org • Wikiwix • Archive.is • Google • Que faire ?), Hindustan News Hub, The Moscow Times (consulté le 19 juin 2022).
6. ↑  « Kazakh Foreign Ministry Summons Ukrainian Ambassador Over 'Inappropriate' Comments », Radio Free Europe (consulté le 3 février 2023).
7. ↑  « Kyiv Dismisses Ambassador To Kazakhstan Over Comments On Killing Russians », Radio Free Europe (consulté le 3 février 2023).
8. ↑  « Trade between Ukraine, Kazakhstan doubles in 2011 », Kyiv Post,‎ 26 mars 2012 (lire en ligne [archive du 27 mars 2012], consulté le 26 mars 2012)